# Theologia tripartita
Theologia tripartita (lat.: „dreigeteilte Theologie“) ist eine (in antiken Texten nicht belegte) Bezeichnung für die schon bei Platon (Nomoi) und Aristoteles (Metaphysik XII,8 1074a38-b14) vorgebildete und durch den Stoiker Panaitios fortentwickelte Unterscheidung zwischen mythischer, philosophischer und staatlicher Religion. Mit dieser Theorie versuchte man das Spektrum der Religion in der antiken Lebenswelt gemäß den Bereichen Mythologie, kritischer Philosophie und dem Gemeinwohl dienenden öffentlichen Kult abzudecken.
Marcus Terentius Varro formuliert in seinen Schriften zur altrömischen Religion ein Schema der theologia tripartita, das drei Arten von Theologie (genera theologiae) unterscheidet:  die mythische der Dichter (theologia mythica), die physische der Philosophen (theologia naturalis) und die staatliche (theologia civilis). Diese Theorie fand heftige Kritik bei Augustinus (besonders in De civitate dei VI, 5-10. 12).
In der frühen Neuzeit versuchte Giambattista Vico (Scienza nuova, nr. 366) eine Revitalisierung der Idee, indem er die mythische und die politische Theologie zusammenlegte und ihr die philosophische und die christliche (d. h. als die geoffenbarte) Theologie vorordnete.